# Ponte di Strömsund
Il ponte di Strömsund (in svedese Strömsundsbron) è un ponte strallato ad uso stradale situato a Strömsund, nello Jämtland, in Svezia.
Il ponte è lungo 332 metri, con la campata principale di 182 metri. Progettato e costruito dalla società tedesca Demag sulla base delle idee del defunto ingegnere Franz Dischinger, è stato inaugurato nel 1956.